# Tři ocásci
Tři ocásci, oficiálním názvem Tři ocásci sou družstvo. Sociální družstvo!, do května 2016 Tři ocásci sou družstvo! je sociální družstvo v Brně, jehož hlavní činností je provozování dvou provozů – komunitního centra a cukrárny – a cateringových služeb. Podnik se zaměřuje na veganskou stravu, Fair trade produkty a biopotraviny. Družstvo se také snaží uplatňovat principy samosprávy pracujících s každoměsíční schůzí, nicméně členství v družstvu je pro zaměstnance dobrovolné.
Kavárnu Tři ocásci založila v roce 2012 skupina čtyř přátel, v roce 2015 kavárna změnila svou právní formu na družstvo a v květnu 2016 změnila svou právní formu na sociální družstvo. Kavárna původně sídlila v Brně na Gorkého ulici, od dubna 2017 je přestěhovaná na třídu Kapitána Jaroše. Zaměstnanci kavárny za svůj postoj k přijímání uprchlíků v minulosti čelili zastrašování od party zhruba dvaceti chuligánů s neonacistickými symboly na oblečení.